# Região Metropolitana de Sarajevo
A Região Metropolitana de Sarajevo é a maior aglomeração urbana da Bósnia e Herzegovina, representando, portanto, a área mais ampla da capital Sarajevo com uma população estimada em 688.354 pessoas.
A região abrange o Cantão de Sarajevo com sua população estimada em 469.400 habitantes, o Leste de Sarajevo com aproximadamente 77.000 pessoas, junto aos municípios de Breza, Visoko, Fojnica, Kiseljak, Olovo e Kresevo. A Região Metropolitana de Sarajevo economicamente a área mais forte de Bósnia e Herzegovina e gera mais de 45% do PIB nacional.